# Should Have Known
"Should Have Known" är en låt av No Fun at All, från 1997. Den finns med på bandets tredje studioalbum The Big Knockover, men utgavs också som singel den 15 september 1997 på Burning Heart Records.
"Should Have Known" och den ena b-sidan "On My Way" spelades in i Studio Underground, Västerås i maj 1997 med Pelle Saether som producent och Lasse Lindén som medproducent. "Dying Every Day" spelades in den 27 juli samma år i Studio Punkpalace med Mieszko Talarczyk och bandet självt som producenter.

## Låtlista
1. "Should Have Known" - 3:11
2. "On My Way" - 2:16
3. "Dying Every Day" - 2:00

## Medverkande musiker
- Mikael Danielsson - gitarr
- Ingemar Jansson - sång
- Krister Johansson - gitarr
- Kjell Ramstedt - trummor
- Henrik Sunvisson - bas

### Fotnoter
1. ↑  ”Should Have Known”. Discogs.com. http://www.discogs.com/No-Fun-At-All-Should-Have-Known/release/1386638. Läst 19 april 2012.
2. ↑  ”Should Have Known”. No Fun at All. http://www.burningheart.com/bands/index.php?id=69&bio=2. Läst 19 april 2012.